# Taoist Temple (Cebu)
Der Taoist Temple in der Stadt Cebu City auf der Insel Cebu, Philippinen befindet sich im Stadtteil Beverly Hills, ca. 300 Meter über dem Meeresspiegel und ist über drei Zufahrtswege erreichbar.
Der Taoist Temple ist das religiöse Zentrum der chinesischen Religionsgemeinschaft des Daoismus (Taoismus) in den Visayas. Er wurde 1972 von der chinesischen Gemeinschaft auf Cebu erbaut. Diese bildet ca. 15 % der Gesamtbevölkerung von Cebu City.
Der Tempel ist im typisch chinesischen Architekturstil, als Pagode mit mehreren Gebäuden, als Tempelkomplex errichtet worden. Daoistische Zeremonien finden jeweils mittwochs und sonntags statt. Daoisten ist die Praktizierung daoistischer Rituale jederzeit möglich. Der Tempel hat eine Kapelle, eine Bibliothek,  sowie einen Souvenirshop und einen Wunschbrunnen.
Die Außenwände des Tempels sind mit chinesischen Symbolen verziert. Der hintere Eingang zum Tempel ist der Großen chinesischen Mauer nachempfunden. Den Vordereingang erreicht man über 99 Treppenstufen. Vor dem Tempel sind mehrere Terrassen mit Tierskulpturen der chinesischen Mythologie, wie Drachen und Löwen, angelegt. Von den Terrassen ist ein Panoramablick möglich auf Cebu City, Mandaue City, Mactan Island, über die Straße von Cebu bis auf die Inseln Olango und Bohol.
Der Tempel gehört zu den Sehenswürdigkeiten in der Region Central Visayas. Fotografieren im Inneren des Gebetsraumes ist nicht gestattet.